# Ken Frost
Ken Frost (Rødovre, 15 de febrero de 1967) es un deportista danés que compitió en ciclismo en la modalidad de pista, especialista en la prueba de persecución por equipos. Su hermano Dan también compitió en ciclismo de pista.
Participó en los Juegos Olímpicos de Verano, entre los años 1988 y 1992, obteniendo una medalla de bronce en Barcelona 1992 en la prueba de persecución por equipos (junto con Jimmi Madsen, Klaus Kynde Nielsen y Jan Bo Petersen).

## Medallero internacional
| Juegos Olímpicos | Juegos Olímpicos   | Juegos Olímpicos  | Juegos Olímpicos        |
| Año              | Lugar              | Medalla           | Competición             |
| ---------------- | ------------------ | ----------------- | ----------------------- |
| 1992             | Barcelona (España) | Medalla de bronce | Persecución por equipos |